# Chironomus komensis
Chironomus komensis är en tvåvingeart som först beskrevs av Zvereva 1950.  Chironomus komensis ingår i släktet Chironomus och familjen fjädermyggor. Inga underarter finns listade i Catalogue of Life.